# Frits Zernike
Frits (Frederik) Zernike (16. července 1888, Amsterdam, Nizozemsko – 23. března 1966, Noarden, Nizozemsko) byl nizozemský fyzik, který získal spolu v roce 1953 Nobelovu cenu za fyziku. Nobelova cena byla udělena za vypracování metody fázového kontrastu a za konstrukci fázově kontrastního mikroskopu.